# Schijn des kwaads - bespiegelingen over gedragsregels voor politici
Schijn des kwaads - bespiegelingen over gedragsregels voor politici is een boekje van PvdA-politicus Anne Vondeling over ethiek voor politici, dat verscheen in 1978, ten tijde van zijn voorzitterschap van de Tweede Kamer.
Vondeling schreef zijn beschouwingen uitdrukkelijk niet in zijn toenmalige hoedanigheid van voorzitter van de Tweede Kamer. Zelf vond hij dat het wel meeviel met de affaires waarin Nederlandse politici betrokken raakten.

## Titel
De titel van de publicatie werd door Vondeling ontleend aan de bijbelse vermaning „Onthoud u van alle schijn des kwaads" van de apostel Paulus uit de Eerste brief aan de Thessalonicenzen (5:22), die ooit in een debat in de Tweede Kamer werd aangehaald door SGP-politicus Cor van Dis sr. in verband met het motto in gevallen van twijfel vermijde men beter reeds de indruk te wekken van het verkeerde of onjuiste.